# Софія Саксен-Вайссенфельська (1684–1752)
Софія Саксен-Вайссенфельська (нім. Sophia von Sachsen-Weißenfels; 2 серпня 1684 — 6 травня 1752) — принцеса Саксен-Вайссенфельська з Альбертинської лінії Веттінів, донька герцога Саксен-Вайссенфельсу Йоганна Адольфа I та саксен-альтенбурзької принцеси Йоганни Магдалени, дружина маркграфа Бранденбург-Байройту Георга Вільгельма, а після його смерті — графа Альбрехта Йозефа фон Годіца унд Вольфраміца.

## Біографія

### Ранні роки
Народилась 2 серпня 1684 року у Вайсенфельсі дев'ятою дитиною та четвертою донькою в родині герцога Саксен-Вайссенфельсу Йоганна Адольфа I та його першої дружини Йоганни Магдалени Саксен-Альтенбурзької. Мала старших братів Йоганна Георга та Крістіана і сестер Магдалену Сибіллу, Йоганну Вільгельміну й Анну Марію. Інші діти померли в ранньому віці до її народження. Згодом сімейство поповнилося молодшим сином Йоганном Адольфом. Мешкали у замку Ной-Августусбург у Вайссенфельсі.
У півторарічному віці втратила матір. Батько згодом узяв морганатичний шлюб із Крістіаною Вільгельміною фон Бюнау. У тому ж році двір переїхав до Лангендорфського маєтку через любов правителя до полювання. У 1697 році він помер, залишивши герцогство старшому сину.

### Перший шлюб
Софія у 15-річному віці була видана в шлюб зі спадкоємним принцом Бранденбург-Байройту Георгом Вільгельмом, єдиним сином маркграфа Крістіана Ернста. Молоді люди познайомилися того ж року на Лейпцизькому ярмарку. Вінчання пройшло на 22-й День народження нареченого, 16 жовтня 1699, у Лейпцигу. Наречена вважалась однією з найвродливіших принцес свого часу. Георга Вільгельма змальовували як високого юнака худорлявої статури зі світлим кучерявим волоссям. З приводу весілля була викарбувана пам'ятна срібна монета.
Після одруження спадкоємний принц заснував власний двір, для чого у 1700 році в Ерлангені почалося будівництво маркрафського палацу у бароковому стилі. Однак, вже у 1703 році недобудований палац перекупив Крістіан Ернст і презентував його своїй молодій дружині, Єлизаветі Софії.

2 вересня 1702 року Софія заклала перший камінь у будівництво передмістя Санкт-Георген. У 1705 році в Санкт-Георгені почалося будівництво церкви, названої Sophienkirche zur Holy Trinity на честь матері, дружини та доньки Георга Вільгельма.

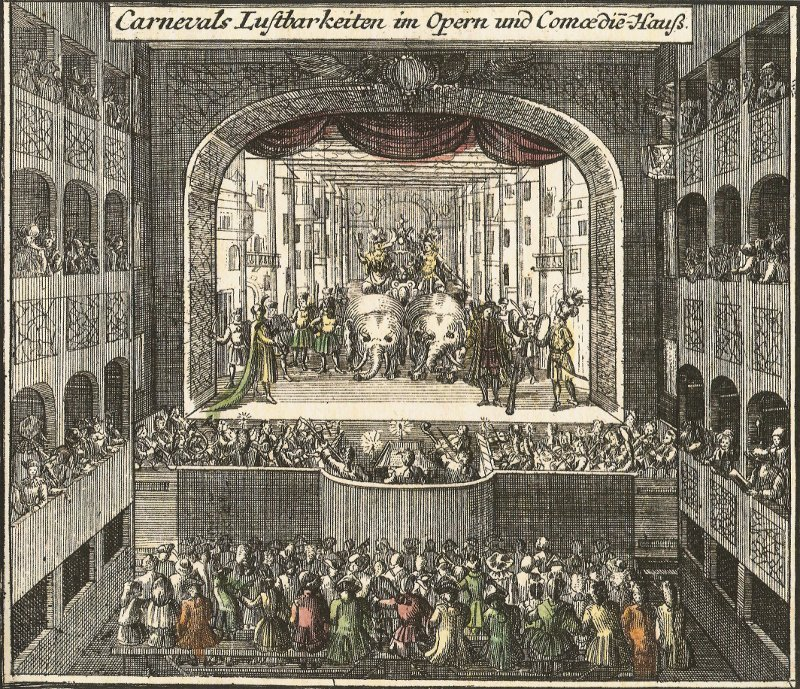
Маркграфський театр Ерлангену, 1721

У шлюбі народила п'ятеро дітей. У 1712 році Георг Вільгельм став правлячим маркграфом, а Софія — маркграфинею-консортом. Пара поділяла інтерес до театру, музики та розкішних фестивалів. Софія впливала на культурне життя Байройту, який за неї став центром зингшпілю. Пристрасть до німецьких опер вона привезла з собою з рідного Вайссенфельса, єдиного двору того часу, в якому оперні твори виконувалися виключно німецькою мовою. За правління Георга Вільгельма було поставлено більше 50 опер і серенад. Інколи Софія сама з'являлася на сцені, наприклад, на відкритті нового Ерлангенського оперного театру 10 січня 1719 року як «Королева Іспанії» та як «Богиня Аврора» у фінальному балеті. Дорогі вистави музичного театру стали невід'ємною частиною святкувань з особливих випадків. Так, день народження Софії, був відзначений 2 серпня 1718 року серенадою «Образ музи краси, любові та вірності» й оперою «Аргеніс і Поліарх». У 1714—1715 роках у Байройті був зведений Редутенхаус для балів-маскарадів, з окремим поверхом для театральних вистав. Поруч із ним розташовувався Дім опери та комедії. У теплу пору року для сімейних зустрічей подружжя віддавало перевагу водному театру в Санкт-Георген-ам-Зеє або театру в Гіммельскроні. Окрім придворного оркестру, оркестру гобоїстів і мисливського оркестру, що складався з валторн, утримувалася також музична трупа з волинками та шоломіями. Запрошувалися для виступів відомі музиканти.
Софія витрачала кошти і на освіту байройтських музикантів, запрошувала до маркграфства художників.
Загалом, шлюб маркграфської пари змальовувався нещасливим. У 1842 році байройтський історик Хайнріц писав про цей союз: «Він кохав її до екстазу, вона ненавиділа його». Приниження, які Софія завдавала чоловікові, а також його небезпідставні ревнощі, примусили маркграфа відправити дружину до фортеці Плассенбург. Приводом став флірт Софії зі шведським бароном. Сам маркграф також мав позашлюбний зв'язок з Крістіною Емілією фон Ґлейхен, яка народила йому двох дітей.
Для єдиної вижившої доньки Георг Вільгельм звів будинок у Санкт-Георгені у 1722 році. Однак та, проживши в ньому недовго, завагітніла від австрійського шляхтича Эрнста Богуслава фон Вобезера, який певний час мешкав при дворі. Наступниця Софії, маркграфиня Вільгельміна, у своїх мемуарах висувала версію, що дружина Георга Вільгельма доклала до цього руку, аби зробити доньку нещасною, заплативши 4000 дукатів шляхтичу та закривши Крістіану Софію з ним в одній кімнаті. Після народження принцесою близнюків у 1725 році, Софія скрізь бігала й усім показувала дітей, скаржачись на безсоромність доньки й оголошуючи про її ув'язнення за це. Маркграф дійсно відправив доньку до Плассенбургу, однак, його здоров'я не витримало потрясіння і у грудні 1726 він пішов з життя.

### Вдівство та другий шлюб

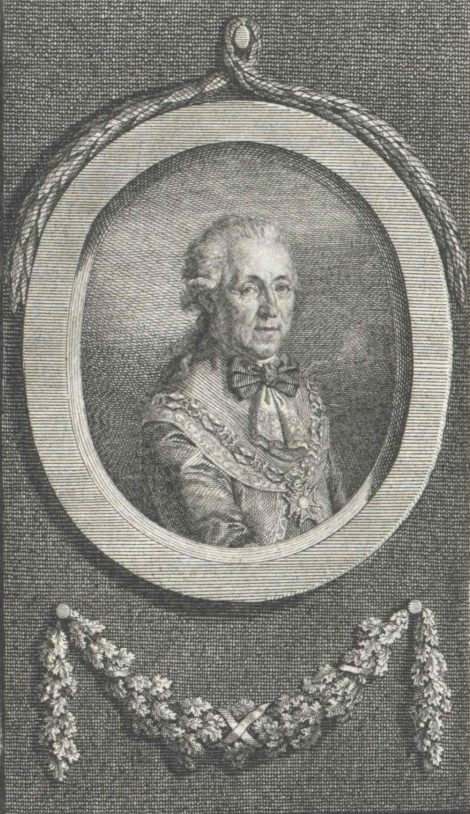
Альбрехт Йозеф фон Годіц

Оскільки сини пари померли немовлятами, маркграфство відійшло родичу Георга Вільгельма, принцу Бранденбург-Кульмбах-Байройтському, який раніше вважався потенційним нареченим Крістіани Софії. Вдовіюча маркграфиня переїхала до Ерлангенського замку, де провела наступні вісім років. У 1736 році маркграфський театр Ерлангену планувалося перетворити на склад солі, однак, на прохання Софії цього зроблено не було.
У 49-річному віці взяла другий шлюб із 28-річним графом Альбрехтом Йозефом фон Годіцом унд Вольфраміцом. За відгуками, наречений мав «фантастичне відчуття мистецтва», знав кілька мов. Весілля пройшло 17 липня 1734 року. Софія через шлюб отримала титул рейхсграфині. Перед від'їздом викликала кілька скандалів в Ерлангені. Оселилися молодята в Силезії, у маєтку Годіца — Россвальді. Софія навернулася у католицтво, через що їй була призначена щорічна пенсія від імператорського двору у Відні.
Тривалий час намагалася примирити Альбрехта Йозефа з батьком, які тривалий час знаходилися у конфлікті, що їй зрештою вдалося, і між старим Годіцом і подружжям встановилися щирі добрі відносини. Після його смерті у 1741 році садиба Россвальд була перетворена на вражаючий замок із парком, де, окрім типових барокових садів того часу, створили сади китайський та американський, пасторальний пейзаж Аркадія, Єлисейські поля, гаї друїдів, індійські пагоди, штучні ландшафти, фонтани та інші водні об’єкти. У самій будівлі, окрім бенкетного та бібліотечного залів, було 68 кімнат, обставлених із надзвичайною розкішшю. Замковий комплекс називали «Силезьким Версалем». У Россвальді подружжя також сприяло розвиткові сценічного мистецтва. Біографічний словник Австрійської імперії називає шлюб пари зразковим.
Софія пішла з життя 6 травня 1752 року у Россвальді. Була кремована. У місцевій церкві Святої Катерини Альбрехт Йозеф встановив дружині чудовий пам'ятник і періодично відзначав її пам'ять вельми оригінальними церемоніями у друїдських гаях свого парку. Більше  не одружувався.

## Родина

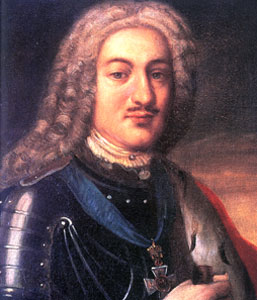
Портрет Георга Вільгельма

Чоловік — Георг Вільгельм, принц Бранденбург-Байройту
Діти:
- Крістіана Софія Вільгельміна (1701—1749) одружена не була, мала синів-близнюків, які померли невдовзі після народження у 1725 році, за провину була вислана до Кульмбаху, де провела решту життя;
- Ебергардіна Єлизавета (1706—1709) прожила 3 роки;
- Крістіан Вільгельм (14—16 листопада 1706) прожив 2 дні;
- Крістіан Фрідріх Вільгельм (7—9 червня 1709) — близнюк Франца Адольфа, прожив 2 дні;
- Франц Адольф Вільгельм (нар. та пом. 7 червня 1709) — близнюк Крістіана Фрідріха, помер після народження.